# NGC 6361
NGC 6361 est une galaxie spirale vue par la tranche et située dans la constellation du Dragon. NGC 6361 a été découverte par l'astronome américain Lewis Swift en 1886.

## Description
Sa vitesse par rapport au fond diffus cosmologique est de 3 752 ± 4 km/s, ce qui correspond à une distance de Hubble de 55,3 ± 3,9 Mpc (∼180 millions d'al).
La classe de luminosité de NGC 6361 est II et elle présente une large raie HI. De plus, c'est une galaxie active à raies d’émissions optiques étroites (NLAGN).
À ce jour, six mesures non basées sur le décalage vers le rouge (redshift) donnent une distance de 55,850 ± 2,421 Mpc (∼182 millions d'al), ce qui est à l'intérieur des valeurs de la distance de Hubble.